# Barbara Dare
Barbara Dare (Wayne, 27 febbraio 1963) è un'ex attrice pornografica statunitense.

## Biografia
Barbara Dare è nata in Texas e si è trasferita a Wayne, nel New Jersey, dopo che suo padre lasciò l'Air Force e diventò un dentista. Iniziò a recitare in film pornografici a metà degli anni ottanta e, sempre nello stesso periodo, appare regolarmente su riviste del settore quali Hustler, Swank e High Society.
In poco tempo diventa una delle pornostar più celebri di quegli anni e in diversi film recita al fianco di colleghe come Tracey Adams e Ginger Lynn. È una delle prime attrici pornografiche a firmare un contratto di esclusiva con una casa di produzione, la Essex Video. Successivamente lascerà la Essex per passare alla Vivid Entertainment. Nel 1990 ha diretto insieme a Nina Hartley l'edizione annuale degli AVN Awards.

## Riconoscimenti
- AVN Awards
  - 1987 – Best New Starlet[6]
  - 1989 – Best Actress (video) per Naked Stranger[7]
  - 1990 – Best All-Girl Sex Scene (video) per True Love con April West[8]
- XRCO Award
  - 1987 – Starlet Of The Year[9]
  - 1989 – Best Male-Female Sex Scene per Naked Stranger con Tom Byron[10]
  - 1990 – Best Girl-Girl Scene per Sority Pink con Nina Hartley[11]
  - 1999 – XRCO Hall of Fame[12]

## Filmografia
- Lilith Unleashed (1985)
- Tongue 'n Cheek (1985)
- 10 1/2 Weeks (1986)
- Aerobics Girls Club (1986)
- Autobiography of Herman Flogger (1986)
- Blame It on Ginger, regia di Henri Pachard (1986)
- Blow By Blow (1986)
- Corporate Affairs (1986)
- Debbie Goes to College (1986)
- Deep Inside Ginger Lynn (1986)
- Deep Throat Girls (1986)
- Devil in Miss Dare (1986)
- Dirty Harriet (1986)
- Doctor Lust (1986)
- Double Dare (1986)
- Dynamic Vices (1986)
- E.X. (1986)
- Ginger and Spice (1986)
- Hannah Does Her Sisters (1986)
- Harem Girls (1986)
- Hot And Nasty (1986)
- Hyapatia Lee's Wild Wild West (1986)
- Lover's Lane (1986)
- Man Trap (1986)
- Miami Spice 1 (1986)
- Oddest Couple (1986)
- Oral Majority (1986)
- Play Pen (1986)
- Ride the Pink Lady (1986)
- Scandals: Barbara Dare (1986)
- Scandals: Cara Lott (1986)
- Sex Asylum 2: Sheer Bedlam (1986)
- Sex Beat (1986)
- Sex Game (1986)
- Sin City (1986)
- Sinful Sisters (1986)
- Slippery When Wet (1986)
- Sophisticated Women (1986)
- Untamed (1986)
- Zebra Club (1986)
- Back To Back (1987)
- Barbara Dare's Prime Choice (1987)
- Barbara Dare's Roman Holiday (1987)
- Barbara Dare's Surf Sand And Sex (1987)
- Barbara the Barbarian (1987)
- Best Little Whorehouse in Hong Kong (1987)
- Born To Be Wild (1987)
- Circus Acts (1987)
- Foxy Ladies (1987)
- Fun House (1987)
- Honey Drippers (1987)
- Hummers (1987)
- Insatiable Hyapatia Lee (1987)
- Leather and Lace (1987)
- Lust Italian Style (1987)
- Mardi Gras (1987)
- Obsessed (1987)
- Porsche (1987)
- Star Cuts 64: Barbara Dare (1987)
- Star Cuts 86: Barbara Dare (1987)
- Taste of the Best 2 (1987)
- Ultrasex (1987)
- Wild In The Wilderness (1987)
- Afro Erotica 27 (1988)
- All the Best Barbara (1988)
- Angela Takes A Dare (1988)
- Barbara Dare's Bad (1988)
- Barbara Dare's Greatest Hits (1988)
- Best of Barbara Dare 1 (1988)
- Debbie Class of 88 (1988)
- Fatal Erection (1988)
- Girls Who Dig Girls 8 (1988)
- Greatest American Blonde (1988)
- Inches For Keisha (1988)
- Naked Stranger (1988)
- Outrageous Orgies 1 (1988)
- Sex in Dangerous Places (1988)
- Star Tricks (1988)
- Triple Dare (1988)
- Two on One 1 (1988)
- Video Voyeur 1 (1988)
- Wet 'n Bare with Barbara Dare (1988)
- Aerobisex Girls 2 (1989)
- Blacks and Blondes 69 (1989)
- Bratgirl (1989)
- Devil in Barbara Dare (1989)
- Diaries Of Fire And Ice 1 (1989)
- Diaries Of Fire And Ice 2 (1989)
- Dirty Diane (1989)
- Fantasy Couples (1989)
- Fantasy Girls (1989)
- For Her Pleasure Only (1989)
- For Your Lips Only (1989)
- Girl Crazy (1989)
- Girl World 4 (1989)
- Girl World Collectors Edition (1989)
- Girls Who Dig Girls 11 (1989)
- Girls Who Dig Girls 12 (1989)
- Girls Who Dig Girls 13 (1989)
- Girls Who Dig Girls 15 (1989)
- Girls Who Dig Girls 17 (1989)
- Girls Who Dig Girls 7 (1989)
- Girls Who Love Girls 18 (1989)
- Girls Who Love Girls 19 (1989)
- Good Neighbors Come In All Colors (1989)
- Legends of Porn 2 (1989)
- Nasty Nights (1989)
- Oral Ecstasy 5 (1989)
- Oriental Action 5 (1989)
- Phantom of the Cabaret 1 (1989)
- Phantom of the Cabaret 2 (1989)
- Red Hot Fire Girls (1989)
- Sorority Pink 1 (1989)
- Sorority Pink 2 (1989)
- Suzie Superstar 3 (1989)
- Tail for Sale (1989)
- Torrid (1989)
- Triangle (1989)
- True Love (1989)
- Video Voyeur 2 (1989)
- Way Out West (1989)
- Where the Boys Aren't 1 (1989)
- Behind Closed Doors (1990)
- Debbie Does Em All 3 (1990)
- Erotic Explosions 8 (1990)
- Erotic Explosions 9 (1990)
- Femmes On Fire (1990)
- Ginger Then and Now (1990)
- L.A. Stories (1990)
- Only the Best of Barbara Dare (1990)
- Tori Tori Tori Girl/girl Hits (1990)
- Toys for Twats (1990)
- Where the Boys Aren't 2 (1990)
- Adult Video News Awards 1991 (1991)
- Legends of Porn 3 (1991)
- Only the Best of Debbie (1991)
- Two Girls for Every Guy 2 (1991)
- Hyapatia Lee's Great Girl/Girl Scenes (1992)
- Lick Bush (1992)
- Only the Best of the 80's (1992)
- Outdoors - Jamie Summers (1992)
- True Legends of Adult Cinema: The Erotic 80's (1992)
- Wet Pink (1992)
- Dirty Diane (new) (1993)
- True Legends of Adult Cinema: The Cult Superstars (1993)
- 101 Sex Positions (1994)
- Deep Inside Keisha (1994)
- Dig It (1994)
- Dare Me (1995)
- Debi Diamond: Up Close and Personal (2002)
- Ultimate Barbara Dare (2002)
- Deep Inside Ginger Lynn (2003)
- Little Oral Annie Rides Again (2003)
- Barbara Dare: Dirtiest Of Dare (2004)
- Retro Pussy (2007)
- Swedish Erotica 83 (new) (2007)
- Swedish Erotica 90 (2007)
- Debi Diamond: The Nasty Years (2010)
- Clerks XXX: A Porn Parody (2013)
- Sick Sisters (2013)
- Feeling Lucky
- Hot Summer Days